# Ultar Sar
Ultar Sar (lub Ultar, Ultar II albo Bojohagur Duanasir II) – najbardziej na południe wysunięty szczyt grupy Batura Muztagh w Karakorum. Leży ok. 10 km na północny wschód od Karimabadu, miasta w dolinie Hunza w dystrykcie Gilgit w Pakistanie. Choć nie jest to jeden z najwyższych szczytów Karakorum, jest on sławny z tego, że jego ściany wznoszą się stromo, ponad 5000 m, ponad brzegi rzeki Hunza, która przepływa w pobliżu.
Do lat 90. był to jeden z najwyższych niezdobytych szczytów Ziemi. W latach 80. i 90. ok. 15 ekspedycji próbowało go zdobyć. Żadna z nich się nie powiodła, wielu wspinaczy straciło życie.
Dopiero w czerwcu 1996 r. dwie japońskie ekspedycje: pierwsza prowadzona przez Akito Yamazaki (zdobył szczyt, ale zmarł podczas schodzenia) oraz druga prowadzona przez Ken'a Takahashi. Pierwszego wejścia dokonali Yamazaki i Kiyoshi Matsuoka (zmarł rok później na Bublimotin). Po zdobyciu szczytu zaskoczyły ich silne śnieżyce, co uniemożliwiło im powrót do obozu głównego przez kilka dni. Akihito Yamazaki zmarł w obozie głównym.
Druga ekspedycja składała się z Takahashiego i: Masayuki Ando, Ryushi Hoshino, Wataru Saito, i Nobuo Tsutsumi. 
Od 1996 r. nie zanotowano udanych wejść.